# 翠園
翠園（英語：Jade Garden，1970年至今），為美心食品有限公司粵菜酒家的旗下品牌，提供早午茶市，晚飯小菜及婚宴筵席，分店遍佈香港、中國大陸和菲律賓馬尼拉。

## 歷史
1970年，美心委派王錫良和伍淑清以翠園的旗號參與大阪1970年日本萬國博覽會香港館，提供點心，大受好評。

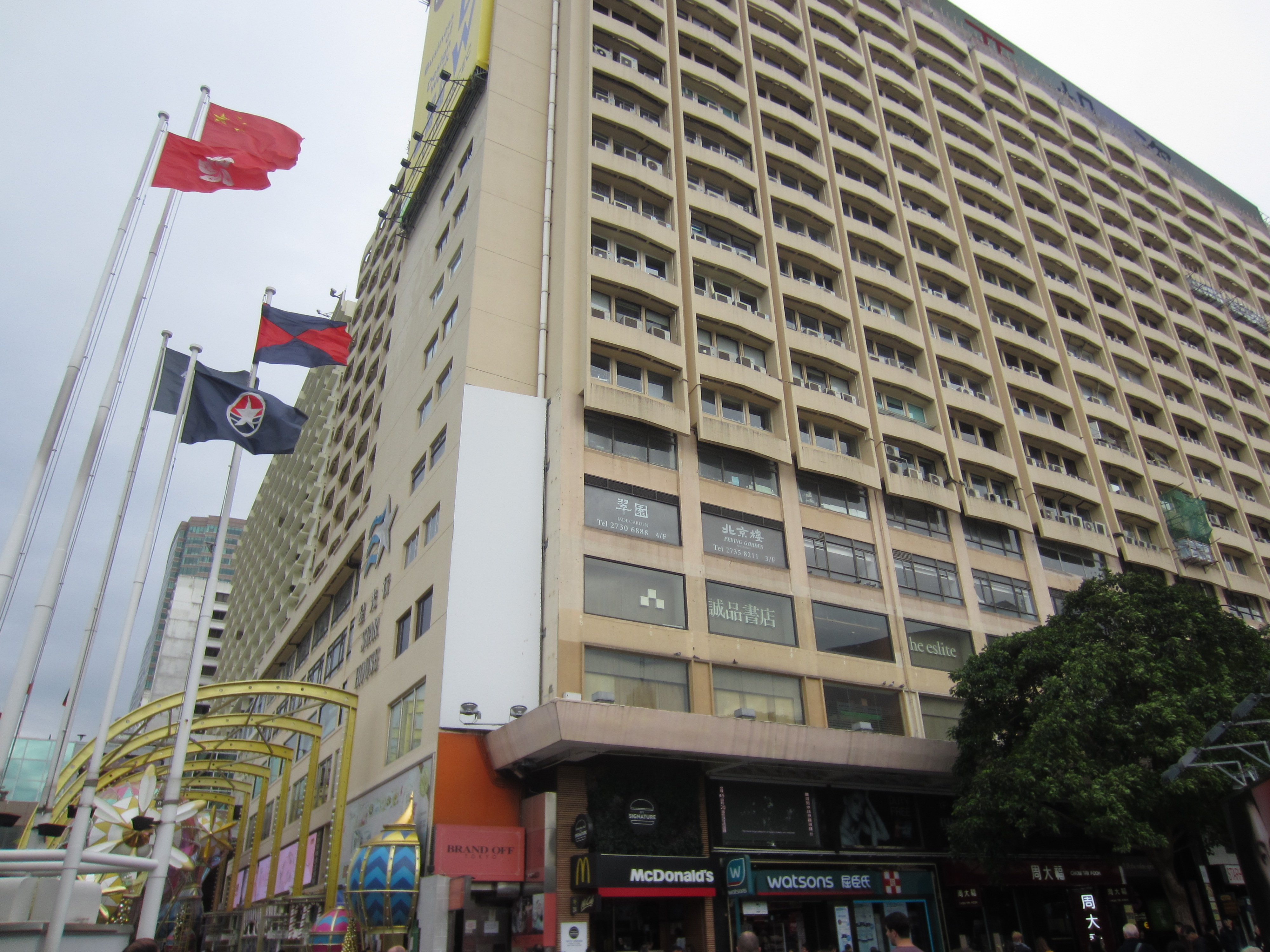
美心集團於1971年在尖沙咀星光行開設第一間翠園酒家

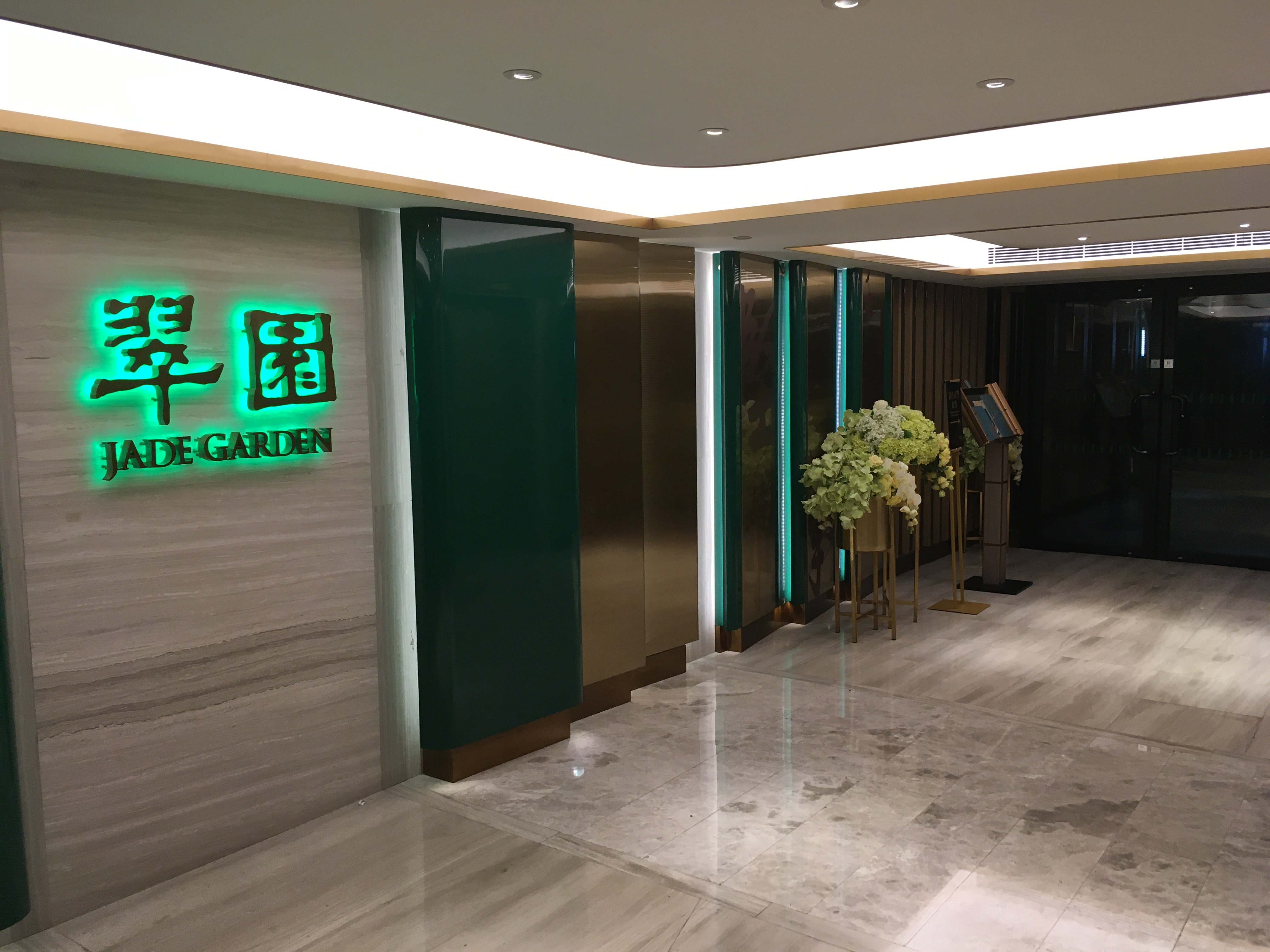
星光行翠園

翌年，遂於尖沙咀星光行五樓(4/F)創辦首間粵菜酒家 — 翠園酒家，由伍沾德擔任總經理，王鍻良當主任廚師，引入嶄新的「中式食品、西式服務」管理。當年，一般粵式酒樓沒有賣甜品，顧客喜歡差遣侍應到其他店舖買糕點作飯後甜品，於是翠園率先於酒樓售賣西式糕點（其中一款咖啡糕至今仍有售）和水果；又廢除中式餐飲業的跟「車頭」行規，所有廚房師傅直接由公司管理；並且嚴禁廚師炒菜時抽煙和建立中菜標準化制度。另外，伍氏兄弟又推出多項在當年屬「劃時代」的變革，包括：取消中式酒樓的「搭枱」習慣，改以「輪籌」方式維持客人等位時的秩序；在客人上座後奉上香茶及小食，其中尤以鮮製蜜汁叉燒最為著名；增設中式「下午茶」，引入雞髀、雞翼、魚蛋粉、魚蛋麵等平民化食物；在飯後加入甜品如果盤、糖水及糕餅等，豐富膳食內涵。
之後，美心先後開設多間翠園分店，諸如：「東亞翠園」、「希慎翠園」、「於仁翠園」、「京華翠園」和「百德翠園」等等。
1991年5月 ，美心於北京朝陽區亮馬河商場開設首家內地餐館「北京翠園」。可惜中國市場業務出現虧損，最終撤出中國市場。伍沾德總結經驗後表示，當年雖容許外資以合資經營模式經營餐館，但美心派出去管理出品和營業的總經理，與中方派來管人事和政府事務的人員，步伐不一致，合作遇上困難。另外，當年中國高檔次消費市場未成氣候，一般人到普通餐廳只要花六、七塊即能吃飽，但美心在廣州賣一個快餐也要十五元。市場還未準備好，惟有暫行退出。
2005年，在更緊密經貿關係安排（CEPA）下，美心重返中國市場，包括在中國大陸重新開設翠園酒家。
2007年起，美心重組旗下中式酒樓，翠園分別置於美心旗下m.a.x. concepts和jade concepts品牌管理。
在菲律賓的業務方面，於1980年代在馬尼拉開設翠園酒家。伍沾德接受訪問時表示，由於在菲律賓有一位經營超級市場的同宗朋友，於是就與他合作，擴充至菲律賓。2006年，因市區重建而結業，到2014年另覓新址重開馬尼拉翠園。

## 香港分店

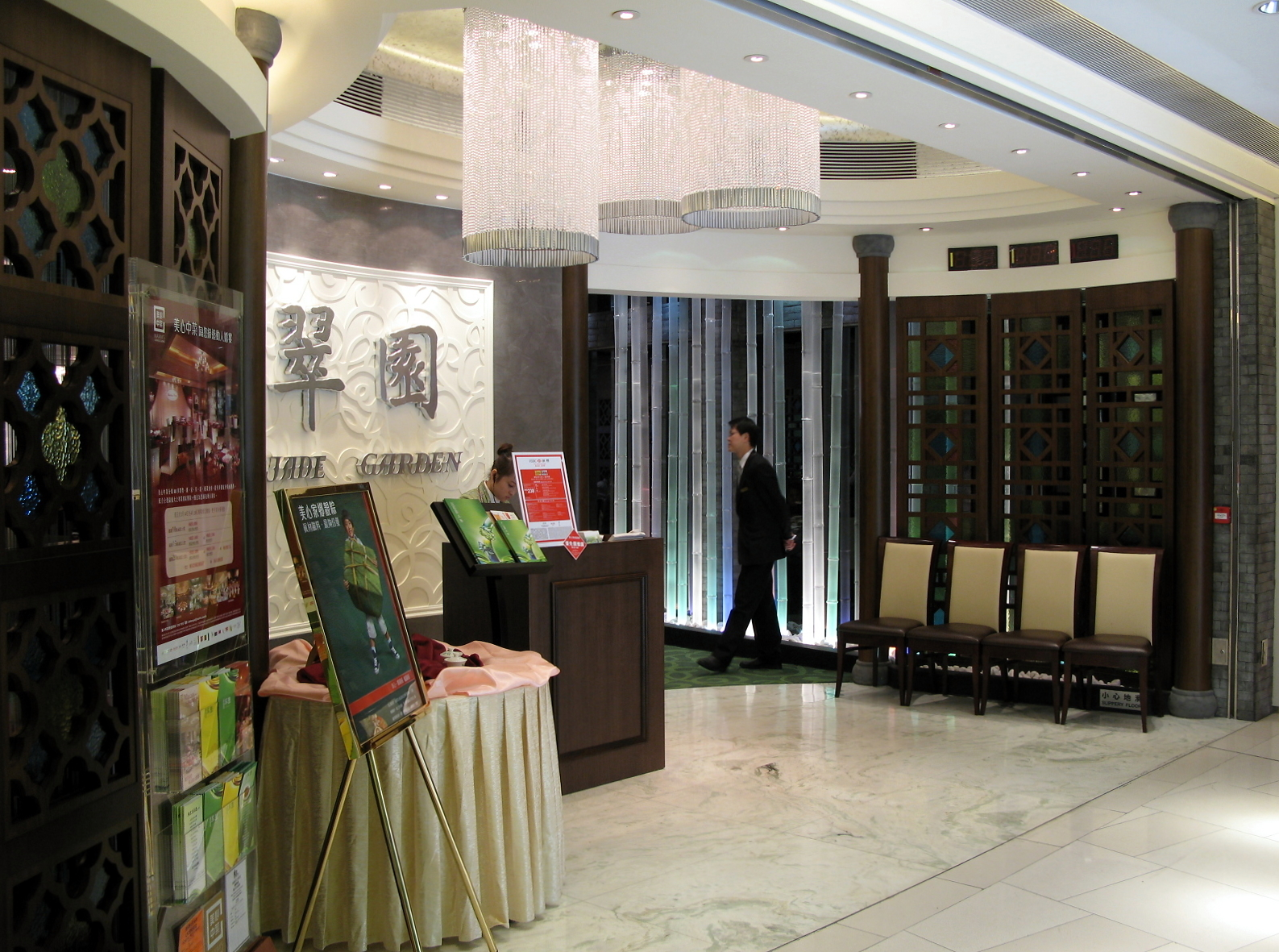
翠園於荃灣荃新天地分店

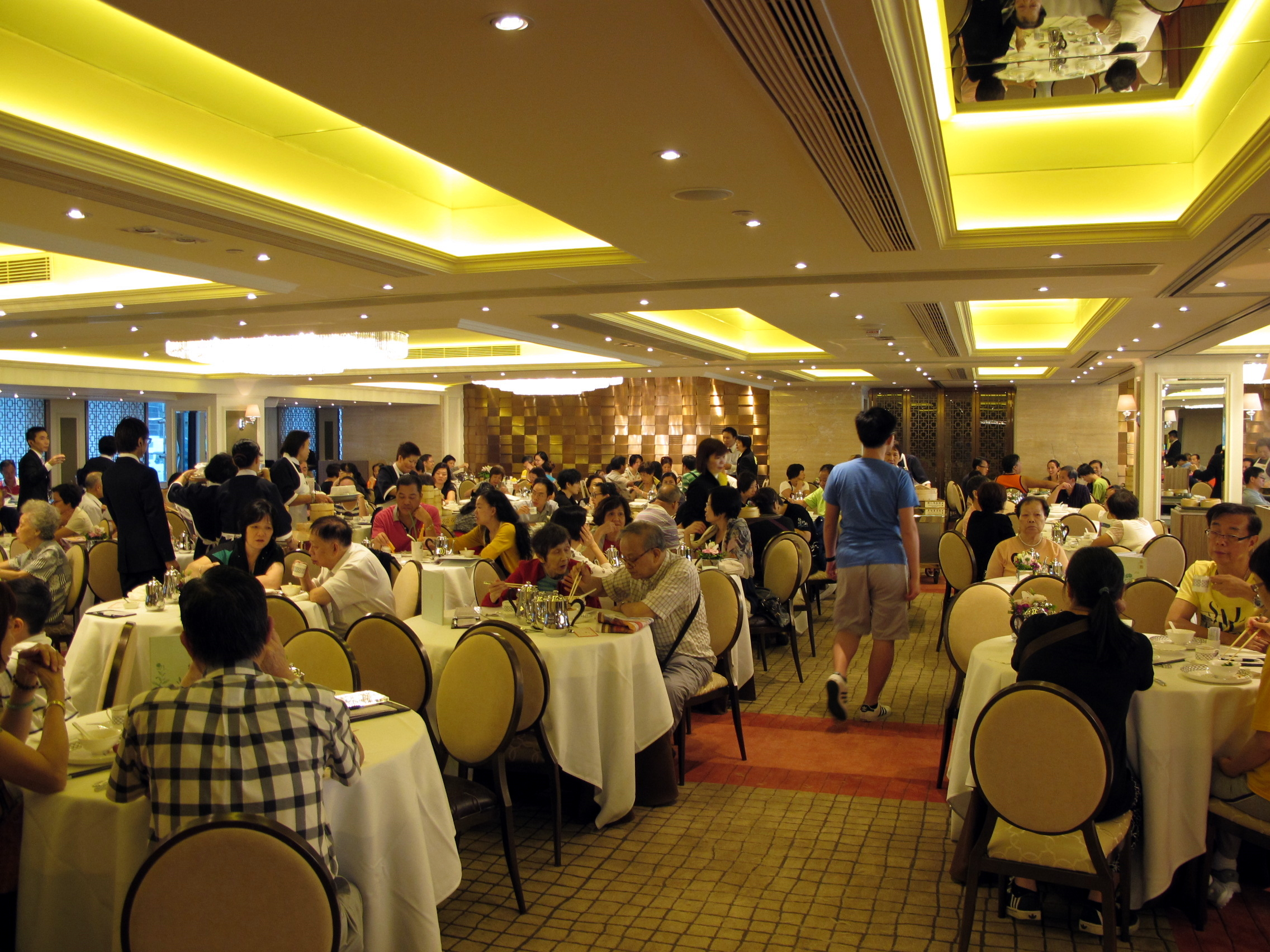
翠園於沙田新城市廣場分店

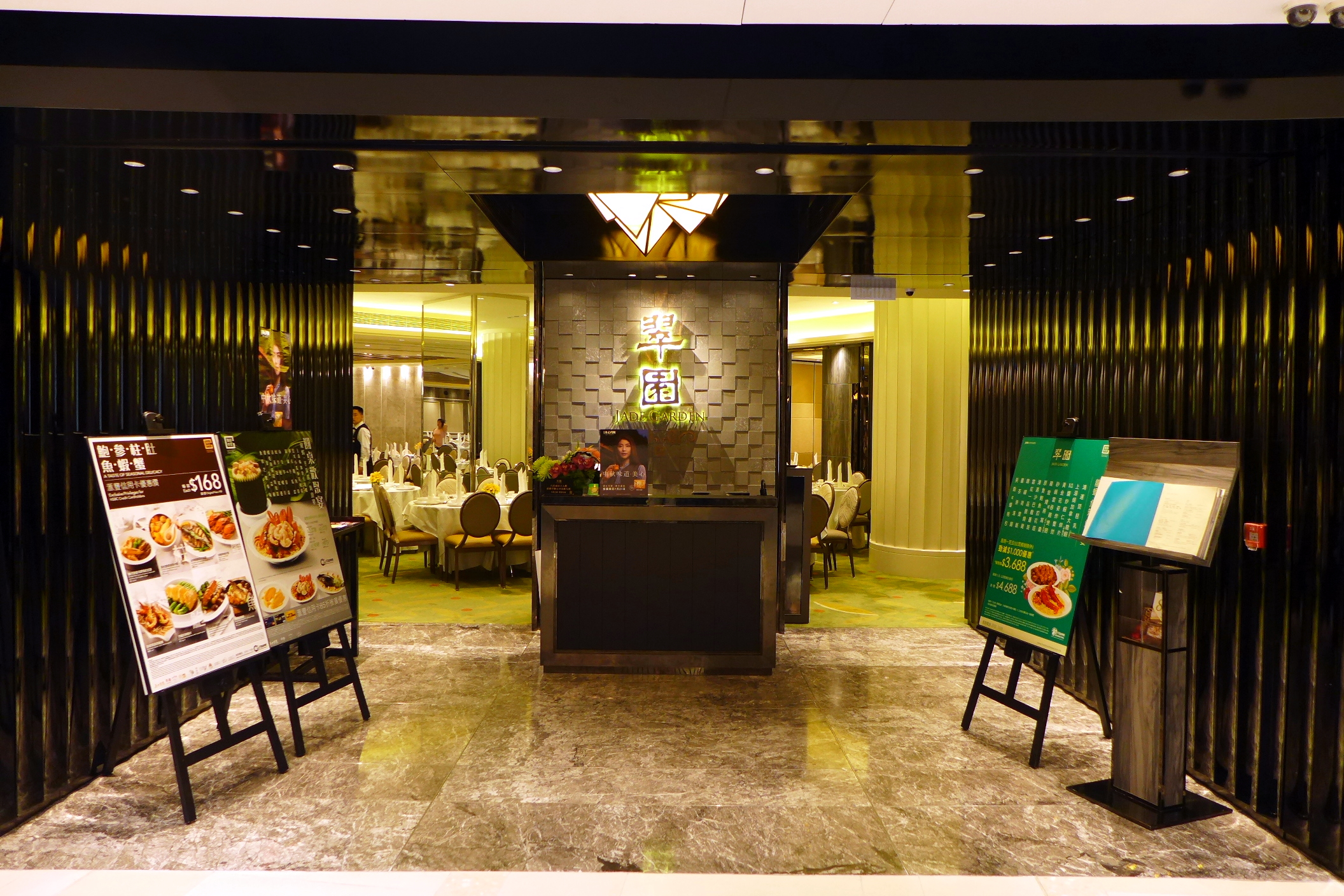
翠園於將軍澳PopCorn一期二樓 PopFOOD分店

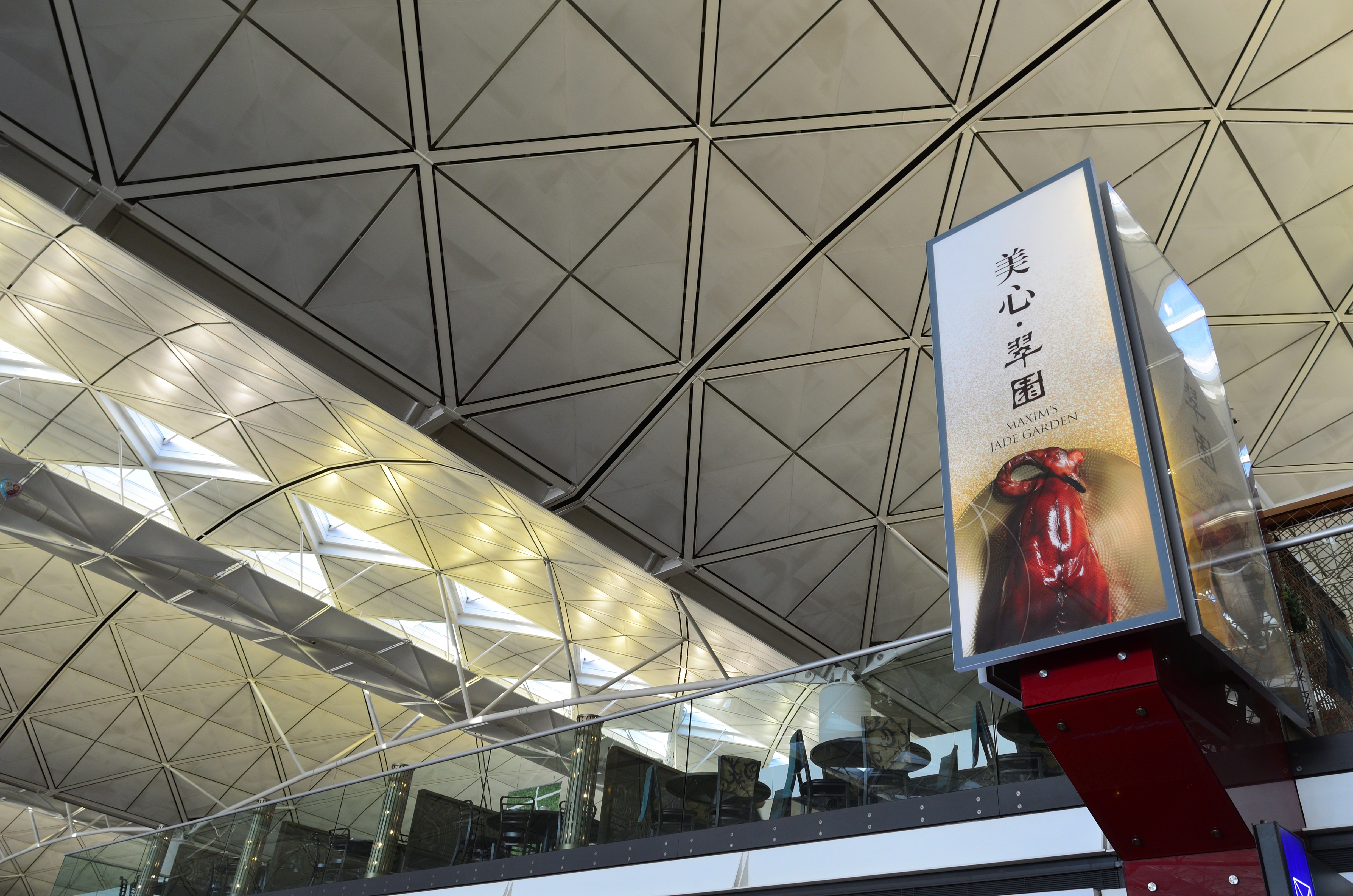
香港國際機場分店

- 尖沙咀星光行四字樓（4/F；五樓）（可筵開23席）
  - 原名「翠園酒家」，1971年開業，為首間分店。2009年2月，歸jade concepts管理。
- 九龍灣德福廣場第1期F20號（可筵開27席）
  - 2007年9月開業，歸jade concepts管理。
- 荃灣荃新天地1樓107號舖（可筵開25席）
  - 2008年2月開業，初時與銅鑼灣廣場分店風格相似，售懷舊點心及燒味並以點心車售點，及後取消。2009年2月，歸jade concepts管理。
- 大嶼山香港國際機場1號客運大樓8樓開設美心.翠園。
  - 2013年8月7日開業。
- 沙田新城市廣場一期8樓（可筵開38席）
  - 2013年9月20日開業，原為美心皇宮。
- 將軍澳PopCorn一期二樓 PopFOOD（可筵開28席）
  - 2015年1月開業。
- 黃大仙黃大仙中心北館地下G12號舖（可筵開17席）
  - 2015年12月開業。
- 鰂魚涌太古城中心三期一樓（可筵開25席）
  - 2016年6月開業，原址前身為「洞庭樓」。
- 元朗 形點I第二層2039號舖
  - 2017年7月開業。
- 葵芳 葵青劇院1號舖
  - 2017年9月開業。
- 大埔 大埔超級城B區1樓136-150號舖，佔地2.2萬方呎
  - 2018年2月開業。
- 將軍澳 新都城二期1033至1038號舖
  - 2018年6月開業。

## 中國大陸分店
- 廣州天河區太古匯

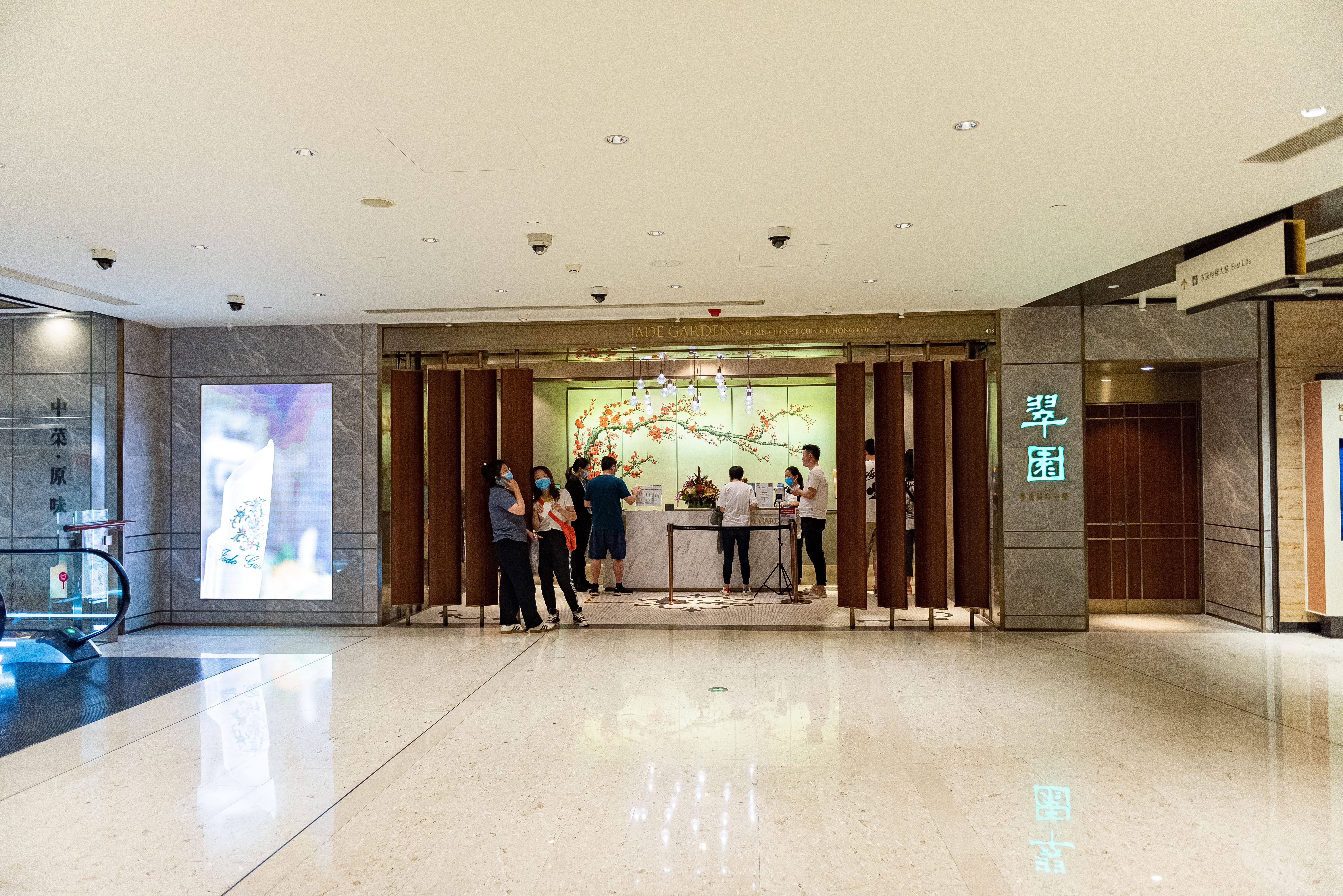
翠园王府中环店（2021年5月）

  - 2011年8月，於廣州天河區太古匯開設翠園。[13]
- 深圳南山區益田假日廣場
  - 2013年1月，於深圳南山區益田假日廣場開設翠園。
- 上海靜安區静安嘉里中心
  - 2013年9月，於上海靜安區静安嘉里中心開設翠園。
- 上海徐家匯港匯恆隆廣場
  - 2014年8月，於中國 上海徐家匯港匯恆隆廣場開設美心.翠園。
- 四川成都成都遠洋太古里
  - 2015年6月，於四川成都成都遠洋太古里開設美心.翠園。
- 深圳福田區華強北九方（可筵開42席）
  - 2015年12月，於深圳福田區華強北九方開設翠園。
- 廣州天河區天环
  - 2016年3月，于廣州天河區天环开设八月.翠园
- 杭州嘉里中心
  - 2016年11月，於杭州嘉里中心開設翠園。
- 上海興業太古匯
  - 2017年5月，於上海興業太古匯開設美心·翠園。
- 北京王府中環
  - 2017年12月，於北京王府中環開設翠園。
- 上海浦東新區花園石橋路158號上海中心大廈上海之品商場L4 -1
  - 2017年，於上海浦東新區花園石橋路158號上海中心大廈上海之品商場開設翠園。
- 南京市玄武区中山路18号德基广场
  - 2018年10月，於南京市玄武区中山路18号德基广场二期五楼F512商铺開設翠園。
- 廈門市思明區湖濱東路99號廈門萬象城
  - 2019年7月，於廈門市思明區湖濱東路99號廈門萬象城L401+L451號商舖開設翠園。
- 青島市市南區山東路6號青島萬象城一期
  - 2021年12月，於青島市市南區山東路6號青島萬象城一期L318+L319號商舖開設翠園。

## 菲律賓分店
- 馬尼拉
  - 2014年，於2nd Level, Glorietta 2, Palm Drive cor., West Drive, Ayala Center, Makati, Manila重新開設翠園[14]

## 已結業分店
- 翠園酒家
  - 銅鑼灣銅鑼灣廣場二期
  - 大埔太和廣場
  - 鰂魚涌太古城中心
  - 中環 太古大廈
  - 中環 娛樂行
  - 銅鑼灣 京士頓大廈
  - 尖沙咀 東英大廈
- 翠園酒樓
  - 中環 怡和大廈
    - 2000年改為怡翠軒。

  - 尖沙咀 國際商業信貸銀行大廈
  - 荃灣 東亞花園
  - 銅鑼灣 希慎道壹號
    - 1978年開業；1990年代改為美心大酒樓；2003年8月裝修後復名，出現新標誌，與舊標誌並用。梅艷芳母親覃美金每天都到該分店飲茶，不時引來傳媒採訪。2005年2月20日，美國友邦保險（AIA）香港副總裁鄭國成，攜同妻兒飲茶離去時遭獨行槍手近距離開槍射擊，事主左腹中彈及被搶去勞力士鑽石名表，事件與2002年陸羽茶室槍擊案同樣哄動一時。2009年2月，歸jade concepts管理。2010年6月結業。

  - 旺角新世紀廣場6樓603-603A號舖（可筵開60席）
    - 2010年1月開業，2025年3月結业，由美心皇宮縮減面積改成，不屬jade concepts管理，並再出現新標誌。
- 翠園大酒樓
  - 天水圍 天瑞商場

## 外部連結
- 翠園官方網站 （页面存档备份，存于）
- 美心集團官方網站
- Jade Garden Phillipines Facebook Page